# 圣欧班勒莫尼亚勒
圣欧班勒莫尼亚勒（法語：Saint-Aubin-le-Monial，法語發音：[sɛ̃.t‿obɛ̃ lə mɔnjal]）是法国阿列省的一个市镇，位于该省中部偏北，属于穆兰区。

## 地理
圣欧班勒莫尼亚勒（46°31'39"N, 2°59'52"E）面积21.63 平方千米，位于法国奥弗涅-罗讷-阿尔卑斯大区阿列省，该省份为法国中部省份，北起涅夫勒省、西北接谢尔省，西南至克勒兹省，南至多姆山省，东南临卢瓦尔省，东临索恩-卢瓦尔省。
与圣欧班勒莫尼亚勒接壤的市镇（或旧市镇、城区）包括：波旁拉尔尚博、比克西耶尔莱米讷、日普西、圣伊莱尔、伊格朗德。

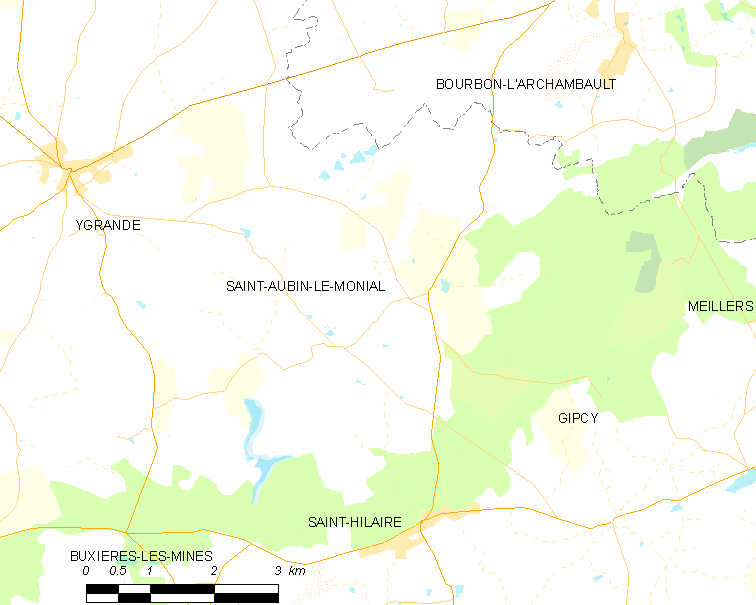
圣欧班勒莫尼亚勒的OSM定位图

圣欧班勒莫尼亚勒的时区为UTC+01:00、UTC+02:00（夏令时）。

## 行政
圣欧班勒莫尼亚勒的邮政编码为03160，INSEE市镇编码为03218。

## 政治
圣欧班勒莫尼亚勒所属的省级选区为波旁拉尔尚博县。

## 人口

1962-2008年间圣欧班勒莫尼亚勒人口变化图示

圣欧班勒莫尼亚勒于2022年1月1日时的人口数量为266人。